# Grand Prix World
Grand Prix World is een computerspel dat uitkwam in 1998. Het werd gemaakt door MicroProse in opdracht van de FIA. In het spel moet de speler een Formule 1-team managen. 

## Teams
Dit zijn de teams en coureurs die de speler kan managen, op volgorde van de uitslag van het seizoen 1997:
- Williams F1, John Newhouse en Heinz-Harald Frentzen
- Scuderia Ferrari, Michael Schumacher en Eddie Irvine
- Benetton Formula, Giancarlo Fisichella en Alexander Wurz
- McLaren F1, Mika Häkkinen en David Coulthard
- Jordan, Damon Hill en Ralf Schumacher
- Sauber, Jean Alesi en Johnny Herbert
- Prost, Olivier Panis en Jarno Trulli
- Arrows, Pedro Diniz en Mika Salo
- Stewart Grand Prix, Rubens Barrichello en Jan Magnussen
- Tyrrell, Ricardo Rosset en Toranosuke Takagi
- Minardi, Sjinji Nakano en Esteban Tuero